# Lily Safra
Lily Safra, nascida Lily Watkins (Porto Alegre, 30 de dezembro de 1934 - Genebra, 9 de julho de 2022), foi uma filantropa e socialite brasileira.
De família modesta, adquiriu, depois de três casamentos, uma considerável fortuna, que fez dela a 620.ª pessoa mais rica do mundo, segundo a Forbes em 2005. Lily Watkins era proprietária da Villa Leopolda, uma mansão situada na comuna francesa de Villefranche-sur-Mer, na Costa Azul (Riviera Francesa) e considerada a casa mais cara do mundo.

## Biografia
Lily Watkins nasceu em Porto Alegre, filha de Wolf White Watkins, um engenheiro ferroviário de ascendência anglo-judaica, originário da Checoslováquia que se mudou para a América do Sul , e Annita Noudelman de Castro, uma uruguaia de origem russo-judaica. Tinha três irmãos (Rodolpho, Daniel e Artigas). Apesar de advinda de família humilde, aprendeu a falar inglês e francês. Conheceu seu primeiro marido, o milionário argentino Mario Cohen, fabricante de meias de náilon, em uma festa.

### Casamentos
Aos dezessete anos, Lily casou-se com Mario Cohen. O casal morou no Brasil, na Argentina e no Uruguai e teve três filhos: Adriana, Eduardo e Claudio (1953-1989). Claudio morreu em um acidente de carro, com seu filho, Raphael Cohen (n. 1986).

Lily se envolveu com Alfredo (Freddy) Monteverde, dono da rede de eletrodomésticos Ponto Frio. Mudou-se para o Rio de Janeiro com ele, o que levou ao fim do casamento com Mario. Lily e Freddy casaram-se em 1965 e tiveram um casal de filhos. Em 1969, Monteverde foi encontrado morto em casa, com dois tiros no tórax. Ele cometeu suicídio, como resultado de uma crise depressiva.

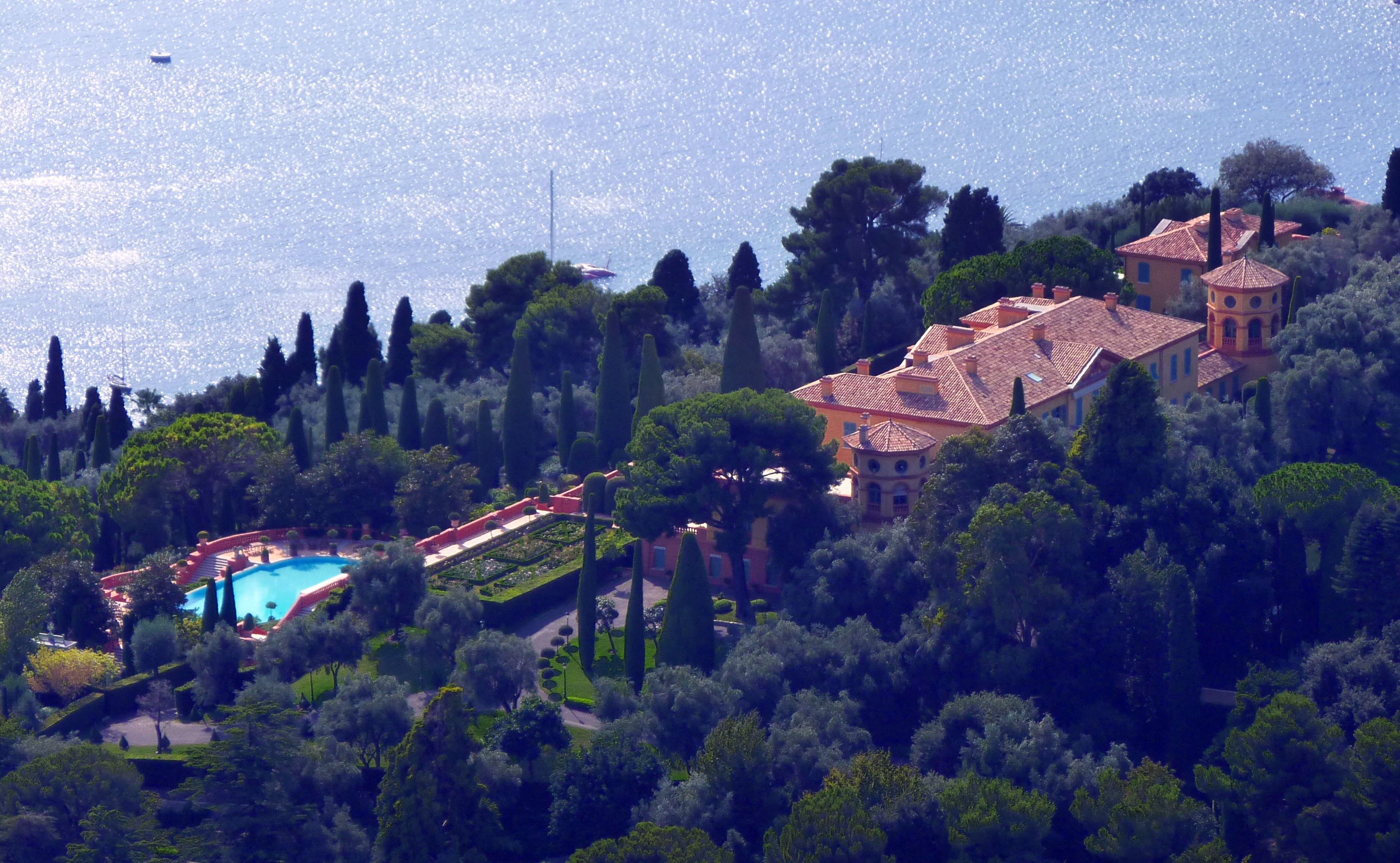
Villa Leopolda

Em 1972, Lily casou-se com Samuel Bendahan, um empresário inglês, mas o casamento foi declarado nulo.
Lily se casou com o banqueiro naturalizado brasileiro Edmond Safra em 1976. O casamento durou 23 anos. Lily revelou-se uma grande investidora em imóveis, enchendo suas casas e apartamentos luxuosos em Nova York, Londres, Paris, Monte Carlo, Genebra e na Riviera Francesa de obras de arte.

### Morte de Edmond Safra
Em 1999, Edmond Safra, que sofria da mal de Parkinson, foi morto num incêndio criminoso no seu apartamento em Mônaco. Lily sobreviveu. O enfermeiro americano Ted Maher, o principal suspeito, foi sentenciado à prisão em 2002 por uma corte de Mônaco. Maher alegou que iniciou o incêndio para realizar um resgate heróico e assim ser recompensado pelos Safra, mas perdeu o controle do que estava fazendo. Ele negou que tenha tido intenção de matar o chefe.

### Morte
Lily faleceu em 9 de julho de 2022 em Genebra, na Suíça, aos 87 anos. A informação foi divulgada pela Fundação Edmond J. Safra. A causa da morte não foi revelada.

## Patrimônio
Em 2008, Lily Safra foi classificada como a 11ª na lista das mulheres mais ricas do mundo, com uma fortuna de 1,2 bilhão de dólares.
A Villa Leopolda, a segunda casa mais cara do planeta, pertence à Lily Safra. A mansão, localizada em Villefranche-sur-Mer, na Riviera francesa, foi avaliada em 500 milhões de dólares, um valor nunca estimado para uma propriedade. Lá, além da impressionante estrutura, há milhares de hectares de bosques, um lago, piscinas, heliporto, quadras e anexos. A casa pertenceu a Leopoldo II, Sua Majestade Belga e a Gianni Agnelli, fundador da FIAT.

## Atividades filantrópicas
Em 2006, Lily Safra fundou o Instituto Internacional de Neurociências de Natal Edmond e Lily Safra (IINN-ELS) e a Escola Alfredo J. Monteverde. O Instituto Edmond e Lily Safra, dirigido pelo Professor Miguel Nicolelis e que também tem o apoio da Fundação Filantrópica Edmond J. Safra, tornou-se um importante centro de pesquisa sobre o cérebro: o seu trabalho foi capa da prestigiosa revista Science, em maio de 2009.
Desde 1999, Lily Safra é a presidente da Fundação Filantrópica Edmond J. Safra, que dá suporte a centenas de projetos de educação, ciência e medicina, religião, cultura e de assistência humanitária, em mais de 50 países. Ela iniciou vários projetos educacionais em memória ao seu marido, incluindo a dotação para o Edmond J. Safra Center for Ethics da Universidade Harvard. Um importante e duradouro contrato com a Universidade Hebraica de Jerusalém resultou na nominação do Campus Edmond J. Safra.
Há muitos anos que participa em várias atividades da comunidade da cidade de Nova Iorque, entre elas no Henry Street Settlement, no New York Center for Children, no Children’s Health Fund e no God’s Love We Deliver.

## Educação
Lily Safra é também presidente honorária da fundação International Sephardic Education Foundation (ISEF), criada por ela e seu marido, em 1977. A ISEF é uma organização, sem fins lucrativos, que promove o ensino superior para jovens judeus promissores de origem menos afortunada. Desde a sua criação, mais de 16 000 bolsas de estudos foram doadas, incluindo suporte a mais de 1 000 estudantes de mestrado e pós-doutorado. Ela também apoia o programa de intercâmbio Lily Safra Internship Program, do Hadassah-Brandeis Institute da Universidade Brandeis. O programa acontece durante o verão e dá direito a 6 estudantes de graduação e a 2 pós-graduandos de fazerem pesquisas no HBI.
Depois das desgraças causadas pelo furacão Katrina, Lily Safra foi uma das maiores partidárias à assistência humanitária da Cruz Vermelha americana e teve um papel importantíssimo na reconstrução da Universidade Dillard de Nova Orleães, no primeiro semestre de 2006, e na assistência para manter as aulas em locais temporários até então.

## Pesquisa em saúde
Tanto pessoalmente como através da fundação, Lily Safra dá suporte a hospitais e universidades do mundo todo, para pesquisas sobre câncer, AIDS, esclerose múltipla e doenças neurodegenerativas, principalmente Alzheimer e Mal de Parkinson.
A primeira unidade do Instituto Santos Dumont (ISD, centro avançado de pesquisa em neurociências no Brasil) localizado em Natal, a entrar em operação foi o Instituto Internacional de Neurociências Edmond e Lily Safra (IIN-ELS), em 2006, que à época se chamava Instituto Internacional de Neurociências de Natal. Em 2007, o Instituto Internacional de Neurociências recebeu o nome “Edmond e Lily Safra” em função de uma doação da senhora Lily Safra, devido ao seu interesse na área de neurociências.
A sua consciência da angústia vivenciada pelas famílias de doentes lutando pela vida motivou-a a construir o Family Lodge para os pacientes e suas famílias no National Institute of Health em Bethesda (Maryland). Com seu marido, ela construiu um hospital infantil de última geração, o Sheba Medical Center em Tel Hashomer, nas redondezas de Tel Aviv. Lily também integra o conselho da Michael J. Fox Foundation for Parkinson’s Research e da Foundation for the National Institute of Health.

## Artes e Cultura
Além de participar do conselho de administração do Museu do Patrimônio Judeu de Nova Iorque e da Associação de Artes de Somerset House em Londres, Lily Safra participa do conselho do Museu de Arte Moderna de Nova York e do John F. Kennedy Center for the Performing Arts. Ela deu suporte à compra conjunta da "Five Angels of the Millennium" de Bill Viola, pelo Centro Pompidou de Paris, pela Tate Gallery de Londres, e pelo Museu Whitney, de Nova Iorque. Criou a bolsa Edmond J. Safra Visiting Professorship (para professores itinerantes) na National Gallery of Art em Washington. Também está bem envolvida com o Instituto de Arte Courtauld, em Londres, dando apoio a curadores e bolsas para estudantes exemplares de história da arte.
Em 2019, doou cerca de 88 milhões para a reconstrução da Catedral de Notre-Dame de Paris, após o terrível incêndio do dia 15 de abril, que causou grande repercussão internacional. Apesar da doação, a bilionária foi alvo de críticas nas redes sociais por sua atitude e por não ter doado para o incêndio ocorrido no Museu Nacional.

## Leilão de joias
Em 14 de maio de 2012, ela colocou 70 peças da sua coleção de diamantes, rubis e safiras em um leilão na Christie’s de Genebra.
O rendimento do leilão, nomeado Jewels for Hope, beneficiaria 20 instituições, de Ruanda até a fundação de Elton John, passando por hospitais e ONGS, inclusive brasileiras. Entre as peças, há pedras com mais de 30 quilates, e 18 peças de JAR, a maior coleção à venda na vida de Joël Arthur Rosenthal, o joalheiro parisiense considerado “o melhor criador dos últimos 30 anos”. A coleção avaliada inicialmente em U$ 20 milhões de dólares arrecadou quase 38 milhões de dólares (cerca de 75,6 milhões de reais). O resultado seria entregue a 12 instituições de caridade. No entanto, por ter ultrapassado o valor estimado, Lily Safra decidiu doar os ganhos para mais 8 organizações totalizando 20 instituições beneficiadas.
Um dos lotes, que incluía um anel de rubi e diamante, de 32,08 quilates, foi vendido por US$ 6 milhões, estabelecendo um novo recorde mundial de preço para qualquer rubi vendido em leilão.

## Distinções
Lily Safra era doutora honoris causa da Universidade Hebraica de Jerusalém, de Universidade Brandeis, da Tel Aviv University e do Imperial College de Londres. Ela é também integrante honorária do King's College de Londres e do Instituto de Artes Courtauld. Em 2004, o governo francês a nomeou Commandeur da Ordre des Arts et des Lettres e em 2005 ela foi nomeada Chevalier de la Légion d’honneur pelo presidente Jacques Chirac.